# Lesicearka, Gabrovo
Lesicearka (în bulgară Лесичарка) este un sat în comuna Gabrovo, regiunea Gabrovo,  Bulgaria. 

## Demografie
Componența etnică a satului Lesicearka
     Bulgari (97,1%)
     Nicio identificare (2,89%)
     Altele (0%)
La recensământul din 2011, populația satului Lesicearka era de 69 locuitori. Din punct de vedere etnic, majoritatea locuitorilor (97,1%) erau bulgari. Pentru 2,89% din locuitori nu este cunoscută apartenența etnică.